# Grande Prêmio do Brasil de 1995
O Grande Prêmio do Brasil realizado em Interlagos em 26 de março de 1995 foi a primeira etapa daquela temporada de Fórmula 1. Nele o alemão Michael Schumacher (Benetton-Renault) repetiu a vitória do ano anterior, seguido pelo britânico David Coulthard (Williams-Renault) e pelo austríaco Gerhard Berger (Ferrari).
Cinco horas após a bandeirada, Michael Schumacher e David Coulthard foram desclassificados por uso de combustível fora das especificações colhidas em amostras no início do ano pela FIA, o que resultou numa vitória de Gerhard Berger. Em 13 de abril os pontos do alemão e do britânico foram restituídos pelo Tribunal de Apelações da FIA, mas não seriam válidos para o campeonato de construtores.

## Resumo
- Estreia de Pedro Paulo Diniz e reestreia de Roberto Moreno, titulares da Forti, uma equipe também estreante.[6]
- Reestreias de Karl Wendlinger e Luca Badoer.
- Nigel Mansell, contratado pela McLaren, abriu mão de participar da corrida alegando erro na concepção de seu carro, no qual sequer pôde entrar por conta de seu peso, tamanho e consequente falta de espaço em seu bólido. O compatriota Mark Blundell assumiu a vaga.[7]
- Primeiro GP do Brasil disputado após a morte de Ayrton Senna.

## Classificação da prova

### Treino oficial
| Pos.   | Nº | Piloto                 | Construtor         | Tempo Q1  | Tempo Q2 | Diferença |
| ------ | -- | ---------------------- | ------------------ | --------- | -------- | --------- |
| 1      | 5  | Damon Hill             | Williams-Renault   | 1:20.081  | 1:20.429 |           |
| 2      | 1  | Michael Schumacher     | Benetton-Renault   | 1:22.131  | 1:20.382 | + 0.301   |
| 3      | 6  | David Coulthard        | Williams-Renault   | 1:21.343  | 1:20.422 | + 0.341   |
| 4      | 2  | Johnny Herbert         | Benetton-Renault   | Sem tempo | 1:20.888 | + 0.807   |
| 5      | 28 | Gerhard Berger         | Ferrari            | 1:21.015  | 1:20.906 | + 0.825   |
| 6      | 27 | Jean Alesi             | Ferrari            | 1:21.655  | 1:21.041 | + 0.960   |
| 7      | 8  | Mika Häkkinen          | McLaren-Mercedes   | 1:22.017  | 1:21.399 | + 1.318   |
| 8      | 15 | Eddie Irvine           | Jordan-Peugeot     | 1:22.370  | 1:21.749 | + 1.668   |
| 9      | 7  | Mark Blundell          | McLaren-Mercedes   | 1:22.821  | 1:21.779 | + 1.698   |
| 10     | 26 | Olivier Panis          | Ligier-Mugen/Honda | 1:22.208  | 1:21.914 | + 1.833   |
| 11     | 3  | Ukyo Katayama          | Tyrrell-Yamaha     | 1:24.165  | 1:22.325 | + 2.244   |
| 12     | 4  | Mika Salo              | Tyrrell-Yamaha     | 1:23.470  | 1:22.416 | + 2.335   |
| 13     | 9  | Gianni Morbidelli      | Footwork-Hart      | 1:23.403  | 1:22.468 | + 2.387   |
| 14     | 30 | Heinz-Harald Frentzen  | Sauber-Ford        | 1:24.065  | 1:22.872 | + 2.791   |
| 15     | 25 | Aguri Suzuki           | Ligier-Mugen/Honda | 1:23.251  | 1:22.971 | + 2.890   |
| 16     | 14 | Rubens Barrichello     | Jordan-Peugeot     | 1:23.350  | 1:22.975 | + 2.894   |
| 17     | 23 | Pierluigi Martini      | Minardi-Ford       | 1:56.532  | 1:24.383 | + 4.302   |
| 18     | 24 | Luca Badoer            | Minardi-Ford       | 1:24.443  | 1:25.205 | + 4.362   |
| 19     | 29 | Karl Wendlinger        | Sauber-Ford        | 1:24.723  | 1:25.161 | + 4.642   |
| 20     | 16 | Bertrand Gachot        | Pacific-Ford       | 1:25.819  | 1:25.127 | + 5.046   |
| 21     | 10 | Taki Inoue             | Footwork-Hart      | 1:27.036  | 1:25.225 | + 5.144   |
| 22     | 17 | Andrea Montermini      | Pacific-Ford       | 1:27.440  | 1:25.886 | + 5.805   |
| 23     | 22 | Roberto Moreno         | Forti-Ford         | 1:27.204  | 1:26.269 | + 6.188   |
| 24     | 12 | Jos Verstappen         | Simtek-Ford        | 2:01.610  | 1:27.323 | + 7.242   |
| 25     | 21 | Pedro Paulo Diniz      | Forti-Ford         | Sem tempo | 1:27.792 | + 7.711   |
| 26     | 11 | Domenico Schiattarella | Simtek-Ford        | Sem tempo | 1:28.106 | + 8.025   |
| Fonte: |    |                        |                    |           |          |           |

### Corrida
| Pos.   | Nº | Piloto                 | Construtor         | Voltas | Tempo/Diferença   | Grid | Pontos |
| ------ | -- | ---------------------- | ------------------ | ------ | ----------------- | ---- | ------ |
| 1      | 1  | Michael Schumacher     | Benetton-Renault   | 71     | 1:38:34.154       | 2    | 10     |
| 2      | 6  | David Coulthard        | Williams-Renault   | 71     | + 8.06            | 3    | 6      |
| 3      | 28 | Gerhard Berger         | Ferrari            | 70     | + 1 volta         | 5    | 4      |
| 4      | 8  | Mika Häkkinen          | McLaren-Mercedes   | 70     | + 1 volta         | 7    | 3      |
| 5      | 27 | Jean Alesi             | Ferrari            | 70     | + 1 volta         | 6    | 2      |
| 6      | 7  | Mark Blundell          | McLaren-Mercedes   | 70     | + 1 volta         | 9    | 1      |
| 7      | 4  | Mika Salo              | Tyrrell-Yamaha     | 69     | + 2 voltas        | 12   |        |
| 8      | 25 | Aguri Suzuki           | Ligier-Mugen/Honda | 69     | + 2 voltas        | 15   |        |
| 9      | 17 | Andrea Montermini      | Pacific-Ilmor      | 65     | + 6 voltas        | 22   |        |
| 10     | 21 | Pedro Paulo Diniz      | Forti-Ford         | 64     | + 7 voltas        | 25   |        |
| Ret    | 9  | Gianni Morbidelli      | Footwork-Hart      | 62     | Motor             | 13   |        |
| Ret    | 10 | Taki Inoue             | Footwork-Hart      | 48     | Motor             | 21   |        |
| Ret    | 24 | Luca Badoer            | Minardi-Ford       | 47     | Motor             | 18   |        |
| Ret    | 22 | Roberto Moreno         | Forti-Ford         | 47     | Spun off          | 23   |        |
| Ret    | 29 | Karl Wendlinger        | Sauber-Ford        | 41     | Pane elétrica     | 19   |        |
| Ret    | 5  | Damon Hill             | Williams-Renault   | 30     | Câmbio            | 1    |        |
| Ret    | 2  | Johnny Herbert         | Benetton-Renault   | 30     | Colisão           | 4    |        |
| Ret    | 16 | Bertrand Gachot        | Pacific-Ilmor      | 23     | Câmbio            | 20   |        |
| Ret    | 14 | Rubens Barrichello     | Jordan-Peugeot     | 16     | Câmbio            | 16   |        |
| Ret    | 12 | Jos Verstappen         | Simtek-Ford        | 16     | Câmbio            | 24   |        |
| Ret    | 3  | Ukyo Katayama          | Tyrrell-Yamaha     | 15     | Spun off          | 11   |        |
| Ret    | 15 | Eddie Irvine           | Jordan-Peugeot     | 15     | Embreagem         | 8    |        |
| Ret    | 11 | Domenico Schiattarella | Simtek-Ford        | 12     | Falhas na direção | 26   |        |
| Ret    | 30 | Heinz-Harald Frentzen  | Sauber-Ford        | 10     | Pane elétrica     | 14   |        |
| Ret    | 26 | Olivier Panis          | Ligier-Mugen/Honda | 0      | Colisão           | 10   |        |
| Ret    | 23 | Pierluigi Martini      | Minardi-Ford       | 0      | Câmbio            | 17   |        |
| Fonte: |    |                        |                    |        |                   |      |        |

## Tabela do campeonato após a corrida
| Pos.   | Piloto             | Pontos |
| ------ | ------------------ | ------ |
| 1      | Michael Schumacher | 10     |
| 2      | David Coulthard    | 6      |
| 3      | Gerhard Berger     | 4      |
| 4      | Mika Häkkinen      | 3      |
| 5      | Jean Alesi         | 2      |
| Fonte: |                    |        |

| Pos.   | Construtor       | Pontos |
| ------ | ---------------- | ------ |
| 1      | Ferrari          | 6      |
| 2      | McLaren-Mercedes | 4      |
| Fonte: |                  |        |

- Nota: Somente as primeiras cinco posições estão listadas.